# Brongniartia argentea
Brongniartia argentea är en ärtväxtart som beskrevs av Per Axel Rydberg. Brongniartia argentea ingår i släktet Brongniartia och familjen ärtväxter. Inga underarter finns listade i Catalogue of Life.